# ノット・オブ・ディス・アース
『ノット・オブ・ディス・アース』（Not of This Earth）は、アメリカ合衆国のギタリスト、ジョー・サトリアーニが1986年に発表した初のスタジオ・アルバム。

## 解説
サトリアーニは1984年に自主制作のEPを発表し、その後グレッグ・キーンのバンドでの活動を経て、本作で実質的なデビューを果たした。なお、サトリアーニのデビューが決まった頃に、かつて彼の生徒であったスティーヴ・ヴァイがデイヴィッド・リー・ロス・バンドのメンバーに抜擢されており、本作のオリジナルLP (88561-8110-1)には、ヴァイによる推薦文の書かれたステッカーが付いていた。
セールス的には大きな成功に至らず、Billboard 200入りは逃した。フィル・カーターはオールミュージックにおいて5点満点中4点を付け「この全曲インストゥルメンタルのアルバムは、優れた作曲、独特のスタイル、唯一無比のトーン、この世の物とは思えない演奏を兼ね備えており、リリースされて間もなくギター業界に波紋を呼んだのは当然の成り行きであった」と評している。
1988年再発盤ではジャケット・デザインが変更され、サトリアーニ自身の写真がフィーチャーされた。

## 収録曲
全曲ともジョー・サトリアーニ作曲。
1. ノット・オブ・ディス・アース - Not of This Earth - 4:03
2. ザ・スネイク - The Snake - 4:43
3. ルビナ - Rubina - 5:56
4. メモリーズ - Memories - 4:06
5. ブラザー・ジョン - Brother John - 2:10
6. ジ・エニグマティック - The Enigmatic - 3:26
7. ドライヴィング・アット・ナイト - Driving at Night - 3:33
8. ホーズ・オブ・ローカスツ - Hordes of Locusts - 4:59
9. ニュー・デイ - New Day - 3:52
10. ザ・ヘッドレス・ホースマン - The Headless Horseman - 1:53

## 参加ミュージシャン
- ジョー・サトリアーニ - ギター、ベース、キーボード、パーカッション
- ジョン・クニベルティ - パーカッション、ボイス
- ジェフ・キャンピテリ - ドラムス、パーカッション、ホイッスル